# Андрющенко Онуфрій Несторович
Онуфрій Несторович Андрющенко (біл. Ануфрый Нестаравіч Андрушчанка; нар. 24 червня 1907, Київська губернія, Російська імперія — пом. 1991) — вчений- географ в галузі ґрунтознавства, географії ґрунтів, а також історії географічної науки. Ректор Далекосхідного державного університету (1960—1962).

## Біографія
Закінчив Ленінградський університет (1932) та аспірантуру при ньому, учень Бориса Полинова. Кандидат географічних наук (дисертація «Умови ґрунтоутворення та ґрунтово-меліоративна характеристика Нижнього Заволжя», 1937).
У 1936 — 1938 роках декан географічного факультету Білоруського державного університету, з 1937 року за сумісництвом в. о. ректора. У 1938–1940 роках працював завідувачем кафедрою фізичної географії Київського державного педагогічного інституту ім. М. Горького, у 1940–1941 роках заступник директора та завідувач кафедри географії та природознавства учительського інституту в Пінську.
У 1941–1942 рр. в евакуації в Семипалатинську, декан природничо-географічного факультету Семипалатинського педагогічного інституту. У 1942–1947 рр. доцент Кіровського педагогічного інституту, у 1949–1952 рр. Уральського державного університету. У 1956–1958 рр. декан геолого-географічного факультету Білоруського державного університету.
У 1960 — 1962 роках ректор Далекосхідного державного університету. Потім знову в Білорусії на географічних факультетах у Бересті та Мінську.

## Праці
- Естественно-исторические условия комплексной степи джаныбекского района Западно-Казахстанской области. Минск, 1956. 172 с.
- История географии. Минск, 1962. Ч. 1. География в древние и средние века. 140 с (у співавторстві з Василем Дементьєвим)
- К истории развития советской географической науки. Минск, 1978. 103 с.
- Развитие географии в СССР. Минск, 1978. 107 с.
- Как образуется климат. Минск, 1979. 96 с (у співавторстві з Ганною Ісуповою)
- Материалы для самостоятельной работы студентов по физической географии СССР. Минск, 1985.